# Oly Millán
Oly Millán Campos est une économiste et femme politique vénézuélienne. Elle a été ministre des Communes et de la Protection sociale de 2004 à 2006 puis éphémère ministre de l'Économie commune en 2006.

## Prise de position
Bien qu'ancienne ministre de Hugo Chávez, elle s'est opposée à l'établissement de l'Assemblée constituante, à la suite des élections constituantes vénézuéliennes de 2017,,.